# Спасское (Слободское сельское поселение)
Спасское — деревня в Угличском районе Ярославской области России, входит в состав Слободского сельского поселения.

## География
Расположена на берегу реки Молокша в 35 километрах к востоку от центра города Углича.

## История
Церковь села Спасского, что на Молокше, была воздвигнута в 1799 году с двумя престолами: Преображения Господня и Владимирской Божьей Матери. 
В конце XIX — начале XX село входило в состав Клементьевской волости Угличского уезда Ярославской губернии. 
С 1929 года деревня входила в состав Клементьевского сельсовета Угличского района, с 2005 года — в составе Слободского сельского поселения.

## Население
| 1859 | 1914 | 2007 | 2010 |
| ---- | ---- | ---- | ---- |
| 81   | ↗131 | ↘5   | ↘1   |